# Mactra olorina
Mactra olorina ist eine Muschel-Art aus der Familie der Trogmuscheln (Mactridae). Die ursprünglich im Roten Meer endemische Art ist ein Lessepsscher Einwanderer im südöstlichen Mittelmeer.

## Merkmale
Das gleichklappige, etwas geblähte Gehäuse wird bis 6 cm lang. Das Verhältnis Länge zu Höhe zu Dicke beträgt etwa 32 zu 23 zu 16. Im hinteren Teil klafft es ein wenig. Der nach vorne eingerollte Wirbel sitzt in etwa in der Mittellinie des Gehäuses bis sehr leicht vor der Mittellinie, d. h. das Gehäuse ist annähernd gleichseitig. Es ist im Umriss gerundet-dreieckig. Vorderer und hinterer Dorsalrand sind annähernd gerade. Der Ventralrand ist weit ausgewölbt. Das vordere Ende ist eng gerundet, das hintere Ende ist enger gerundet. Das Ligament liegt intern auf einem löffelförmigen Fortsatz der Schale („Chondrophor“) unter dem Wirbel. Die Lunula ist länglich-eiförmig. Eine Area ist vorhanden. Lunula und Area heben sich durch die dunklere Farbe ab. Das Schloss der linken Klappe besteht aus zwei Hauptzähnen sowie einem vorderen und hinteren Seitenzahn. Die zwei Hauptzähne bilden eine umgekehrt v-förmige Struktur. Die rechte Klappe weist zwei Hauptzähne auf, der vordere steht fast parallel zum Dorsalrand. und je zwei vordere und hintere Seitenzähne. Die unteren Seitenzähne sind länger als die oberen Seitenzähne und stehen auch weiter vor. Die Mantellinie ist nur wenig eingebuchtet.
Die Schale ist dünn und spröde. Die Farbe reicht von weißlich bis beige. Zum Wirbel hin wird die Oberfläche immer heller, der Wirbelbereich ist weiß. Vom Wirbelbereich ziehen hellere Strahlen radial zum Gehäuserand. Die Oberfläche zeigt feine, engstehende randparallele Anwachsstreifen in regelmäßigen Abständen und etwa gleicher Stärke, die allerdings im vorderen Gehäuseteil etwas deutlicher ausgeprägt sind als auf dem hinteren Gehäuseteil. Die Oberfläche ist glänzend. Der innere Gehäuserand ist glatt. Das Periostracum ist dünn.

## Ähnliche Arten
Die Art kann mit Mactra lilacea verwechselt werden, ebenfalls ein Lessepsscher Einwanderer aus dem Roten Meer in das südöstliche Mittelmeer. Bei Mactra olorina ist jedoch die Ornamentierung im vorderen Gehäuseteil wesentlich kräftiger als im hinteren Gehäuseteil. Außerdem sind bei Mactra lilacea die Anwachsstreifen in unregelmäßigen Abständen, bei Mactra olorina sehr viel regelmäßiger. Der Wirbelbereich ist weiß, bei Mactra lilacea dagegen violett-braun.

## Geographische Verbreitung, Lebensraum und Lebensweise
Die Art war ursprünglich ein Endemit des Roten Meeres. Schon Ende des 19. Jahrhunderts wurde die Art im Sueskanal und in Port Said (Ägypten) gefunden. Sie kommt sehr häufig in der Bardawil-Lagune im Nildelta vor. Weniger häufig ist sie entlang der Küste der Sinai-Halbinsel, des Gazastreifens, Israels und der Küste des Libanons.
Die Tiere leben eingegraben in sandigen oder auch schlammigen Böden im flachen Wasser bis in etwa 50 Meter Wassertiefe. Sie sind Suspensionsfiltrierer.

## Taxonomie
Die Art wurde 1844 von Rudolph Amandus Philippi als Mactra cygnea erstmals beschrieben. Der Name ist jedoch durch Mactra cygnea Spengler, 1802 präokkupiert. Philippi ersetzte den Namen 1846 durch Mactra olorina. Die MolluscaBase listet folgende Synonyme: Mactra isthmia Jousseaume, 1888, Mactra semisulcata Deshayes, 1854  und Mactra striata Spengler, 1802. Letzterer Name ist ein jüngeres Homonym von Mactra striata Gmelin, 1791.

## Belege